# プリンチペ・ディ・カリニャーノ級装甲艦
プリンチペ・ディ・カリニャーノ級装甲艦 (Fregate corazzate della classe Principe di Carignano) は、イタリア海軍の装甲艦の艦級。1860年代に国産で建造され、イタリア海軍では一等装甲蒸気フリゲートと分類していた。

## 概要
イタリア海軍は、1860年代にフランスに装甲自走浮き砲台（フローティング・バッテリー）2隻（フォルミダビーレ級装甲艦）を発注していたが、それとは別に装甲フリゲート2隻の建造を計画した。
1番艦はジェノア造船所、2番艦をカステラマーレで起工したが、1862年に3隻目が追加されリヴォルノ造船所で起工された。しかし、工業力の低かったイタリアでは鉄板の製造が間に合わず、止む無く1番艦のみ艦首と艦尾に錬鉄を貼り付ける事でお茶を濁し、2番艦と3番艦のみ舷側部に110mm鉄製装甲板を装着した。これが本級である。なお、建造期間が長くなったためにリッサ沖会戦には参加していない。

## 艦形
本級の基本構造は木製の船体の舷側に鉄製の装甲板を張った3本の帆走用マストと一本煙突を持つ装甲フリゲート艦として設計された。

## 同型艦
- プリンチペ・ディ・カリニャーノ（Principe di carignano）（da:Principe di Carignano (1863)）
- メッシナ（Messina） （da:Messina (1864)）
- コンテ・ヴェルデ（Conte Verde） （da:Conte Verde (1867)）